# Beni Hasan

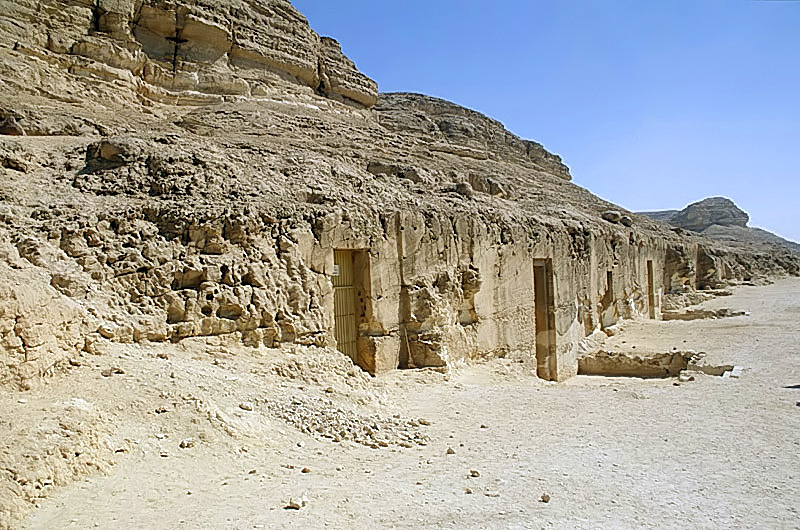
Gravar i Beni Hasan

Beni Hasan är en by i Egypten, omkring 250 kilometer söder om Kairo.
Byn är främst känd för sina många, rika och välbevarade gravar från Mellersta rikets tid. Gravarna kan delas in i två delar: den övre och den lägre gravplatsen. På den lägre gravplatsen finns runt 800 gravar, de flesta schaktgravar. I den här delen finns gravar för högre tjänstemän från Första mellantiden och Mellersta riket. Det finns enstaka gravar från den senare delen av Gamla rikets tid.
På den övre gravplatsen finns bland annat 39 klippgravar som har huggits ut direkt i klippväggen. I flera av dessa, 12 gravar, finns det bevarat målningar som avbildar olika aktiviteter, från vardag till politiska händelser. Målningarna föreställer bland annat jakt, jordbruk, olika spel, krig och utlänningar som anländer till Egypten. Att hugga ut gravarna krävde förmodligen stor skicklighet då arbetet utfördes med enkla verktyg som huggmejslar av brons och träklubbor. I den här delen av fyndområdet finns högre tjänstemän från regionen, det 16:e länet i övre Egypten (även känd som Oryx nome), begravna. Dessa gravar kan hänföras till de 11:e och 12:e dynastierna i Mellersta riket.
I Beni Hasan finns bland annat Amenemhats, Khetys och Baqet III:s gravar. Samtliga av dessa var nomarker, dvs. guvernörer, i länet.